# Дмитриевский (Адыгея)
Дми́триевский (адыг. Дмитриевскэр) — хутор в Кошехабльском муниципальном районе Республики Адыгея России. Входит в состав Дмитриевского сельского поселения.

## Население
| 2002 | 2010 | 2013 | 2014 | 2015 | 2016 | 2017 |
| ---- | ---- | ---- | ---- | ---- | ---- | ---- |
| 518  | ↘509 | ↗513 | ↘508 | ↗519 | ↘499 | ↗510 |
| 2018 | 2019 | 2020 | 2021 | 2023 | 2024 |      |
| ↘479 | ↘474 | ↘466 | ↗484 | ↗493 | ↘481 |      |

По данным Всероссийской переписи населения 2021 года:
| Народ           | Численность, чел. | Доля от всего населения, % |
| --------------- | ----------------- | -------------------------- |
| русские         | 320               | 66,12 %                    |
| адыги (черкесы) | 86                | 17,77 %                    |
| татары          | 46                | 9,50 %                     |
| армяне          | 10                | 2,07 %                     |
| другие          | 22                | 4,54 %                     |
| всего           | 484               | 100,0 %                    |

## Улицы
| - ул. Комсомольская, - пер. Комсомольский, - ул. Молодёжная, - ул. Новая, | - ул. Пионерская, - ул. Советская, - ул. Степная, - ул. Шоссейная. |